# سوت‌زن‌های غرابی
سوت‌زن‌های غرابی Coracornis سرده‌ای از پرندگان تیرهٔ سوت‌زنان (Pachycephalidae) است. دو گونه در اندونزی یافت می‌شوند.

## آرایه‌شناسی و طبقه‌بندی
پیش از این، سردهٔ Coracornis یکنواختی در نظر گرفته می‌شد که تنها دارای سوت‌زن پشت‌عنابی بود. در سال ۲۰۱۳ و در پی مطالعات ژنتیکی اخیر، سنگ‌چشم‌توکای سانگیهه به آن افزوده شد.

### گونه‌ها
دو گونه شناخته شده است:
- سوت‌زن پشت‌عنابی (Coracornis raveni)
- سوت‌زن سانگیهه (Coracornis sanghirensis)